# Poussée à bout
Pour plus de détails, voir Fiche technique et Distribution.
Poussée à bout (Scorned) est un film canado-américain réalisé par Andrew Stevens, sorti en 1994.

## Synopsis
À la suite du suicide brutal de son mari, une femme désemparée entend se venger en ciblant l'ex futur associé de son époux et sa famille qu'elle considère comme responsable de son malheur.

## Fiche technique
- Titre français : Poussée à bout
- Titre original : Scorned
- Titre alternatif : A Woman Scorned
- Réalisation : Andrew Stevens
- Scénario : Barry Avrich, Karen Kelly
- Musique : Ronald J. Weiss
- Photographie : Christian Sebaldt
- Montage : David Mitchell
- Production : Damian Lee
- Sociétés de production : Prism Entertainment Corporation & Scorned Productions Limited Inc.
- Pays :  Canada,  États-Unis
- Langue d'origine : anglais
- Format : Couleur - Ultra Stéréo - 35 mm
- Genre : Thriller
- Durée : 98 min
- Date de sortie :
  - États-Unis : 1994
  - Mexique : 1994

## Distribution
- Shannon Tweed : Patricia Langley / Amanda Chessfield
- Andrew Stevens : Alex Weston
- Kim Morgan Greene : Marina Weston
- Michael D. Arenz : Robey Weston
- Perla Walter : Belle
- Daniel McVicar : Truman Langley
- Paul Carr : Kramer
- Stephen Young : Mason Wainwright
- Teresa A. Hawkes : la secrétaire de Truman
- Leslie S. Sachs : la secrétaire d'Alex
- Ron Melendez : l'ami de Robey
- Robyn LeAnn Scott : Cheryl